# 詹姆斯·马奇

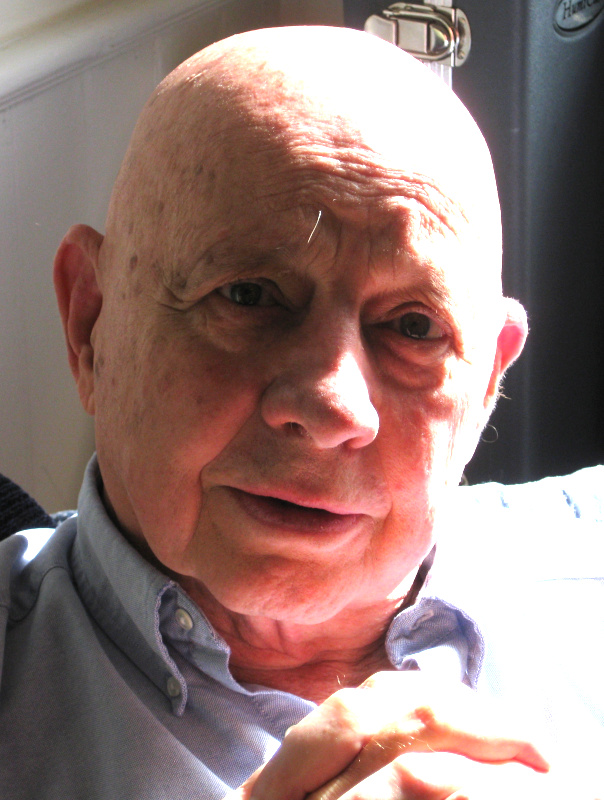
詹姆斯·马奇

詹姆斯·加德纳·马奇（James Gardner March，1928年1月15日-2018年9月27日）是一位美国政治学家、社会学家和经济学家。他生于俄亥俄州克利夫兰。  1945 年，他获得威斯康星大学麦迪逊分校政治学学士学位。他先於1950年和1953年獲得耶鲁大学政治学硕士学位和博士学位。 他曾是斯坦福商学研究生院教授，主要研究组织， 他曾与其他人一同提出垃圾桶模式 。他曾當選美国国家科学院 、美国文理科学院 、美國哲學學會會士或院士 。他还是瑞典皇家科学院和挪威科学与文学院院士。